# ترتلوني
التُّرتِلِّوني أو (نقحرة: تورتوليني) (بالإيطالية: Tortelloni) هي معكرونة إيطالية تشبة معكرونة تُرتِلّيني لكنها أكبر، غالباً ماتحشى بجبنة الريكوتا والخضار والسبانخ. بعض الأصناف يتم استبدال الخضروات بأصناف أقوى طعماً مثل بوليط مأكول والجوز. إما في بعض مناطق مودِنة ومقاطعة ريدجو إميليا يتم حشوها بخليط من لب القرع أو بسكويت الأمريتي الإيطالي. التُّرتِلِّوني المعدة مع جبنة الريكوتا غالباً مايتم تقديمها مع صلصة الراغو ومع زبدة ذائبة أوراق المريمية.